# 新华乡 (黄山市)
新华乡，是中华人民共和国安徽省黄山市黄山区下辖的一个乡镇级行政单位。

## 行政区划
新华乡下辖以下地区：
大保村、董家湾村、曹村村和赐田村。